# واهاگنادزور
واهاگنادزور (به ارمنی: Վահագնաձոր) یک روستا در ارمنستان است که در استان لوری واقع شده‌است.  در  کیلومتری شمال وانادزور، مرکز استان لوری واقع شده است.

## خصوصیات
واهاگنادزور ۳۶۸ نفر 
جمعیت دارد و در ارتفاع  متر بالاتر از سطح دریا قرار گرفته است.